# Василівська стінка (пам'ятка природи)
Васи́лівська сті́нка — геологічна пам'ятка природи місцевого значення в Україні. Розташована в межах Заставнівського району Чернівецької області, на схід від села Василів. 
Площа 2 га. Статус надано згідно з рішенням  облвиконкому від 30.05.1979 року № 198. Перебуває у віданні: Василівська сільська рада. 
Статус надано для збереження геологічних відслоєнь на правому стрімкому березі річки Дністер з виходами чорних сланців. 
Поруч з «Валилівською стінкою» розташований іхтіологічний заказник «Василівська вирва».